# 柴田淳
柴田 淳（しばた じゅん、1976年11月19日 - ）は、日本の女性シンガーソングライター。積極的なインターネット活動から「ブログの歌姫」と呼ばれた。ラジオパーソナリティとしても知られる。愛称は「しばじゅん」。2024年、第47回救急救命士国家試験に合格。

## 人物
デビュー当初から芸能活動にインターネットを積極的に取り入れており、ブログに関しては、公式サイトで公開していたWeb日記のほか複数更新していた時期もある。自分の心境を率直に綴るブログが評判となり、そのキャラクターの立ち方から、芸能界で「ブログの女王」と呼ばれた眞鍋かをりや中川翔子になぞらえて、メディアから「ブログの歌姫」と称された。2009年にはモバゲータウン内ブログのミュージシャン部門で12月22日から2日連続でデイリーランキング1位を記録したが、2010年5月30日を最後に更新を休止。2010年9月27日よりTwitterを開始した。2013年より、デビュー以来更新を続けてきた公式サイトのWeb日記を閉鎖している。
子どものころから犬や猫を飼っていた。デビュー後に飼っていたのは、ダルメシアンのビビアンとカズで、ビビアンの息子がカズであった。ビビアンは2011年に亡くなり、後を追うようにカズも亡くなった。ビビアンに捧げられた曲として、8thアルバム『僕たちの未来』に収められた『桜日和』がある。その後しばらくして、ペットショップを見ていて衝動的に飼ったのがボストンテリアのこむぎで、その遊び相手としてダルメシアンのメグを飼っている。

### ファンクラブ
デビューしてしばらくファンクラブはなかったが、デビュー8年目の2010年に「蠍一座龍世柴田組」が設立される。しゃれたファンクラブの名前は、自分がSING LIKE TALKINGのファンクラブに入っていた経験からか、めちゃくちゃダサくしたかったという理由で付けられた。しかし、このファンクラブは1年ほどで、こもごもの事情により突然閉じられることになる。その後、2011年に、次のファンクラブ「DALMATIAN」が設立され、現在に至る。ファンクラブの名前は、前回と異なりダルメシアン柄のファンクラブ特製グッズを作りたいという柴田自身の希望による。

### SNS上での発言
2025年3月8日、所属レコード会社のビクターエンタテインメントは「X上の投稿の一部に不適切な言葉遣いがある」としてマネジメント会社に対して注意喚起を行ったことを公表した。同時に、同社は本人の「思想・信条を尊重」するとした上で、柴田淳に対する「誹謗中傷、攻撃的な発言」が多くみられる状況について憂慮を表明した。

## ディスコグラフィー

### シングル
|              | 発売日         | タイトル                    | 規格品番                                    | オリコン最高位 |
| ------------ | -------------- | --------------------------- | ------------------------------------------- | -------------- |
| インディーズ | 2001年6月27日  | ぼくの味方                  | TLCA-2003                                   | 圏外           |
| 1st          | 2001年10月31日 | ぼくの味方                  | MUCD-5002                                   | 圏外           |
| 2nd          | 2002年2月20日  | それでも来た道              | MUCD-5005                                   | 90位           |
| 3rd          | 2002年6月26日  | 月光浴                      | MUCD-5013                                   | 34位           |
| 4th          | 2002年10月23日 | 片想い                      | MUCD-5023                                   | 20位           |
| 5th          | 2003年1月29日  | 隣の部屋                    | MUCD-5027                                   | 17位           |
| 6th          | 2003年5月8日   | ため息/夢                   | MUCD-5035                                   | 43位           |
| 7th          | 2003年9月10日  | あなたとの日々              | MUCD-9001（初回限定盤） MUCD-5039（通常盤） | 8位            |
| 8th          | 2004年1月28日  | 未成年                      | MUCD-5052                                   | 20位           |
| 9th          | 2004年11月25日 | ちいさなぼくへ              | MUCD-5063                                   | 22位           |
| 10th         | 2005年2月23日  | 白い世界                    | MUCD-5070                                   | 31位           |
| 11th         | 2005年5月18日  | 幻/おかえりなさい。         | MUCD-9003（初回限定盤） MUCD-5077（通常盤） | 30位           |
| 12th         | 2006年4月19日  | 花吹雪                      | VIZL-180（初回限定盤） VICL-35997（通常盤） | 8位            |
| 13th         | 2006年7月26日  | 紅蓮の月                    | VICL-36100                                  | 22位           |
| 14th         | 2007年1月11日  | HIROMI                      | VIZL-214（初回限定盤） VICL-36197（通常盤） | 5位            |
| 15th         | 2007年9月12日  | カラフル                    | VIZL-251（初回限定盤） VICL-36332（通常盤） | 15位           |
| 16th         | 2008年5月28日  | ふたり                      | VICL-36426                                  | 15位           |
| 17th         | 2008年9月17日  | 愛をする人 - Orochi's Theme | VIZL-297（初回限定盤） VICL-36449（通常盤） | 13位           |
| 18th         | 2009年10月7日  | Love Letter                 | VICL-36536                                  | 14位           |

### アルバム

#### オリジナル・アルバム
|      | 発売日         | タイトル                    | 規格品番                                                       | オリコン最高位 |
| ---- | -------------- | --------------------------- | -------------------------------------------------------------- | -------------- |
| 1st  | 2002年3月20日  | オールトの雲                | MUCD-1053                                                      | 59位           |
| 2nd  | 2003年2月26日  | ため息                      | MUCD-1067                                                      | 12位           |
| 3rd  | 2004年2月25日  | ひとり                      | MUCD-1107                                                      | 15位           |
| 4th  | 2005年3月30日  | わたし                      | MUCD-1118                                                      | 6位            |
| 5th  | 2007年2月21日  | 月夜の雨                    | VIZL-220（初回限定盤） VICL-62251（通常盤）                    | 9位            |
| 6th  | 2008年6月18日  | 親愛なる君へ                | VICL-62837                                                     | 9位            |
| 7th  | 2009年11月4日  | ゴーストライター            | VICL-63407                                                     | 9位            |
| 8th  | 2011年8月3日   | 僕たちの未来                | VIZL-426（初回限定盤） VICL-63713（通常盤）                    | 10位           |
| 9th  | 2013年3月27日  | あなたと見た夢 君のいない朝 | VIZL-525（初回限定盤） VICL-64009（通常盤）                    | 11位           |
| 10th | 2014年12月17日 | バビルサの牙                | VIZL-78001（初回限定盤） VICL-64265（通常盤）                  | 12位           |
| 11th | 2017年9月20日  | 私は幸せ                    | VIZL-1208（初回限定盤） VICL-64819（通常盤）                   | 7位            |
| 12th | 2018年10月31日 | ブライニクル                | VIZL-1401（初回限定盤） VICL-65028（通常盤）                   | 7位            |
| 13th | 2020年12月23日 | 蓮の花がひらく時            | VIZL-1836（初回限定盤） VICL-65456（通常盤）                   | 22位           |
| 14th | 2024年11月20日 | 901号室のおばけ             | NZS-986（ビクターオンラインストア限定盤） VICL-66023（通常盤） | 21位           |

#### ベスト・アルバム
|     | 発売日         | タイトル                                            | 規格品番                                       | オリコン最高位 |
| --- | -------------- | --------------------------------------------------- | ---------------------------------------------- | -------------- |
| 1st | 2005年9月21日  | Single Collection                                   | MUCD-1130                                      | 23位           |
| 2nd | 2007年3月14日  | しば裏                                              | MUCD-8003（初回限定盤） MUCD-1159（通常盤）    | 36位           |
| 3rd | 2014年3月5日   | 柴田淳 Billboard Live 2013                          | VICL-64139                                     | 25位           |
| 4th | 2014年4月30日  | The Early Days Selection                            | MUCD-1295                                      | 85位           |
| 5th | 2015年11月25日 | All Time Request BEST ～しばづくし～                | VIZL-909（初回限定盤） VICL-64478/9（通常盤）  | 10位           |
| 6th | 2021年12月22日 | 20th Anniversary Favorites: As Selected By Her Fans | VIZL-1947（初回限定盤） VICL-65567/8（通常盤） | 31位           |

#### カバー・アルバム
|     | 発売日         | タイトル   | 規格品番                                      | オリコン最高位 |
| --- | -------------- | ---------- | --------------------------------------------- | -------------- |
| 1st | 2012年10月31日 | COVER 70's | VICL-63934（初回限定盤） VICL-63935（通常盤） | 7位            |
| 2nd | 2019年7月24日  | おはこ     | VICL-70242（初回限定盤） VICL-65030（通常盤） | 14位           |

### 配信限定楽曲

#### シングル
- あなたの名前（配信限定version）（2011年1月12日発売）

#### ライブ音源
1. 紅蓮の月 Live Version（2006年9月27日発売）
2. Jun Shibata Tour 2007 〜しばじゅん、はじめました!〜 (Live Version)（2007年9月26日発売）
3. JUN SHIBATA CONCERT TOUR 2008 月夜PARTY Vol.1（2009年2月4日発売）
4. JUN SHIBATA CONCERT TOUR 2010 〜ROCK ver.〜（2010年6月16日発売）
5. JUN SHIBATA CONCERT TOUR 2010 〜BALLAD ver.〜（2010年6月16日発売）

### DVD
1. Jun Shibata Music Film Collection しば漬け（2003年3月26日発売）
2. JUN SHIBATA LIVE AT GLORIA CHAPEL（2004年6月23日発売）
3. Jun Shibata Music Film Collection しば漬け2（2005年9月21日発売）
4. JUN SHIBATA -Live- "SECRET"（2006年9月27日発売）
5. jun shibata TOUR 2007 〜しばじゅん、はじめました!〜（2007年9月26日発売）
6. Jun Shibata Music Film Collection しば漬け3（2008年5月28日発売）
7. JUN SHIBATA CONCERT TOUR 2008 月夜PARTY Vol.1 〜しばじゅん、アイスクリームからサニーへ〜（2009年3月4日発売）
8. JUN SHIBATA CONCERT TOUR 2010 月夜PARTY Vol.2 〜だってピーナッツだもん〜（2010年7月21日発売）
9. JUN SHIBATA 10th ANNIVERSARY TOUR 2011 月夜PARTY SPECIAL 〜10周年だよ、いらっしゃ～い〜（2012年3月7日発売）
10. JUN SHIBATA CONCERT TOUR 2013 MOON NIGHT PARTY vol.4（2013年12月11日発売）
11. JUN SHIBATA CONCERT TOUR 2019 月夜PARTY vol.5 ～お久しぶりっ子、6年ぶりっ子～（通常盤）（2019年12月25日発売）

### Blu-ray
1. JUN SHIBATA 10th ANNIVERSARY TOUR 2011 月夜PARTY SPECIAL 〜10周年だよ、いらっしゃ～い〜（2012年3月7日発売）
2. JUN SHIBATA CONCERT TOUR 2013 MOON NIGHT PARTY vol.4（2013年12月11日発売）
3. JUN SHIBATA CONCERT TOUR 2019 月夜PARTY vol.5 ～お久しぶりっ子、6年ぶりっ子～（初回限定盤）（2019年12月25日発売）

### 参加作品
| 発売日         | 曲名                        | 収録された作品                                                 |
| 2005年10月26日 | 片想い                      | Various Artists「恋につまずいたら。」                          |
| 2006年1月1日   | 白い世界                    | Various Artists「MUSE'～DREAMUSIC・Female Vocal Collection～」 |
| 2009年3月18日  | 花吹雪                      | Various Artists「想いうた 〜歌姫エール・ソングス」             |
| 2009年3月25日  | 愛をする人 - Orochi's Theme | Original Soundtrack「おろち オリジナルサウンドトラック」       |
| 2011年10月5日  | それでも来た道              | Various Artists「歌姫プレミア-White-」                         |
| 2012年7月11日  | フィニッシュ feat.柴田淳    | かかし「マンダーラ」                                           |
| 2012年7月25日  | タイトルのない唄            | 情熱ライブ10周年オールスターズ(配信限定)                       |
| 2016年2月24日  | 声                          | Various Artists「MIKA NAKASHIMA TRIBUTE」                      |

### 他アーティストへの提供曲
- CHEMISTRY「月夜」（2002年、作詞提供）
- 中島美嘉「声」（2008年、作詞・作曲提供）
- 坂本真綾「秘密」（2011年、作曲提供）
- 鶯谷フィルハーモニー「夜ははじまる」（作曲提供）

### タイアップ
| 曲名                        | タイアップ                                                                             |
| ぼくの味方                  | 全国高等学校野球選手権大会千葉・横浜地方予選中継応援曲                                 |
| ぼくの味方                  | ジャストシステム『一太郎12』CMソング                                                   |
| ぼくの味方                  | bayfm『EVER POP』2001年10月度エンディングテーマ                                        |
| ぼくの味方                  | tvk『音楽缶』2001年10月度エンディングテーマ                                            |
| ぼくの味方                  | チバテレビ『テレジオ5』2001年11月度テーマソング                                        |
| ぼくの味方                  | 朝日ニュースター『朝日新聞クロストーク』エンディングテーマ                             |
| ぼくの味方                  | 毎日放送『みんなの甲子園』オープニングテーマ                                           |
| ぼくの味方                  | 毎日放送『みんなの甲子園 〜Another Stories〜』エンディングテーマ                       |
| ぼくの味方                  | 仙台放送「音楽的広報キャンペーン OPEN」オープニングテーマ                              |
| それでも来た道              | TOKYO MXテレビ制作UHF全国30局ネット音楽番組『MUSIC B.B.』2002年2月度エンディングテーマ |
| 月光浴                      | テレビ東京系『たけしの誰でもピカソ』エンディングテーマ                                 |
| 月光浴                      | 仙台放送「音楽的広報キャンペーン OPEN」クロージングテーマ                              |
| 空の色                      | 日本LPガス団体協議会CMソング                                                           |
| 片想い                      | tvk『HAMA大国』エンディングテーマ                                                      |
| 美しい人                    | BS日テレ『ドラマ・ブック 恋のエチュード』エンディングテーマ                            |
| 隣の部屋                    | tvk『HAMA大国』エンディングテーマ                                                      |
| 隣の部屋                    | 仙台放送「音楽的広報キャンペーン OPEN」クロージングテーマ                              |
| 忘れもの                    | TBS系『噂の!東京マガジン』エンディングテーマ                                           |
| ため息                      | テレビ朝日系ドラマ『おみやさん』（第2シリーズ）主題歌                                  |
| 夢                          | CBC・TBS系ドラマ30『愛の110番』主題歌                                                  |
| ちいさなぼくへ              | 日本テレビ系『@サプリッ!』エンディングテーマ                                           |
| 幻                          | 東海テレビ・フジテレビ系ドラマ『危険な関係』主題歌                                     |
| おかえりなさい。            | テレビ朝日系ドラマ『おみやさん』（第4シリーズ）主題歌                                  |
| 花吹雪                      | 日本テレビ系『THE・サンデー』エンディングテーマ                                        |
| 紅蓮の月                    | 東海テレビ・フジテレビ系ドラマ『美しい罠』主題歌                                       |
| HIROMI                      | 短編映画『short film「HIROMI」』主題歌                                                 |
| HIROMI                      | 日本テレビ系『GOOD LOOKIN′CLUB』エンディングテーマ                                     |
| カラフル                    | 日本テレビ系『音楽戦士 MUSIC FIGHTER』2007年9月度POWER PLAY                            |
| 愛をする人 - Orochi's Theme | 東映系公開映画『おろち』主題歌                                                         |
| あなたと共に                | 新潟デスティネーションキャンペーンソング                                               |
| あなたの名前                | TBS系ドラマ『月曜ゴールデン「内部調査官・水平直の報告書」』主題歌                      |
| 車窓                        | テレビ朝日系ドラマ『科捜研の女』（第14シリーズ）主題歌                                 |

## 主な出演

### テレビ
- ミュージックステーション（テレビ朝日系、2002年11月15日、2003年2月14日）
- ポップジャム（NHK総合、2002年6月29日、2003年1月11日・5月10日）
- 夢・音楽館（NHK BS-hi、2003年4月22日）
- ミュージックフェア（フジテレビ系、2003年4月12日・9月20日、2005年6月4日、2006年9月2日）
- HEY!HEY!HEY! MUSIC CHAMP（フジテレビ系、2007年1月22日）
- いのちの響（TBS系、2004年10月17日）
- ゾウのはな子（フジテレビ系『土曜プレミアム』枠内「千の風になって ドラマスペシャル」、2007年8月4日）- 井の頭自然文化園 獣医・松川裕子 役[15]
- みゅーじん（テレビ東京系、2009年2月8日）
- BSマンガ夜話（NHK衛星第2、2009年12月22日）
- 科捜研の女〜年末スペシャル（テレビ朝日系、2014年12月21日） - 信者 役[15]
- 今夜くらべてみました（日本テレビ系、2015年2月24日、2016年9月13日）
- NHK歌謡コンサート（NHK総合、2015年7月21日ほか）
- 行列のできる法律相談所（日本テレビ系、2015年8月30日）
- 1億人の大質問!?笑ってコラえて!（日本テレビ系、2016年1月13日）
- あなたに贈る!名曲セレクション〜“サマーソング”スペシャル（NHK BSプレミアム、2016年8月19日）

### ラジオ
- GROOVE FROM K・WEST（bayfm、2001年10月1日 - 2002年3月25日、月曜日サブパーソナリティ担当）
- EBONY & IVORY（Kiss-FM KOBE、2001年10月6日 - 2002年9月28日）
- SNOW DIVER（NORTH WAVE、2002年4月3日 - 9月25日）
- スコーピオンA（bayfm、2002年4月7日 - 2003年6月29日）
- 柴田淳 オールトの雲（radio CUBE FM三重・JFN系6局ネット、2002年4月14日・5月19日）
- 柴田淳のオールナイトニッポンR（ニッポン放送、2003年3月26日）
- 柴田淳の月と太陽（FM愛媛・JFN系全国ネット、2003年4月 - 2008年3月）
- 渋谷のナイト（コミュニティ放送FM渋谷のラジオ、2016年4月28日 - ）月1回不定期放送 19:05〜21:50  放送日翌週の土曜または日曜に再放送あり
- antenna*柴田淳のドクハク（TOKYO FM、2017年4月2日 - 9月24日）

### 舞台
- 舞台『ETERNAL GHOST FISH -永恒机关魚-』（2023年10月13日 - 22日、紀伊國屋ホール）[16][17][18]

### その他の主な活動
- それを私に答えろと!?（BARKS、2002年）
- 柴田淳の『別にいいんですけどね。』（So-net mc、2002年4月4日 - 2003年4月10日）※毎週水曜日（全51回）
- しばじゅんラジオ（インターネットラジオ、2008年5月27日 - 2009年3月31日）※不定期（全7回）
- しばさんぽ（ビクターエンタテインメント・オリジナル音楽情報番組「ぶいちゃん」内、2011年7月14日 - 8月11日）※隔週木曜日（全3回）

## 受賞歴
2013年
- 第5回CDショップ大賞 - 特別賞「COVER 70's」